# یون آنگل
یون آنگل (رومانیایی: Ion Anghel؛ زاده ۱۶ اکتبر ۱۹۲۸ – ۲۸ دسامبر ۱۹۹۷) بازیگر اهل رومانی بود.
از فیلم‌ها یا مجموعه‌های تلویزیونی که وی در آن‌ها نقش داشته است، می‌توان به بادبان‌های برافراشته، خانواده مورومته، چوله‌آندرا، آخرین یورش و رینگ اشاره نمود.